# Latinos (Edad Media)
Desde el punto de vista del Imperio Romano de Oriente helenizado y del Oriente próximo, los habitantes de la antigua mitad occidental del Imperio romano solían denominarse como «latinos», sobre todo, los comerciantes de las ciudades de Venecia, Génova y otras ciudades comerciantes italianas que, por ejemplo, habían fundado consulados (comerciales) en Constantinopla, y que por su potencia económica representaban un considerable factor de poder y en consecuencia, eran objetivo constante de pogromos por parte de la población nativa.
Los cruzados y los principados creados por ellos en el Mediterráneo oriental, como el Imperio latino de Constantinopla y los estados de los cruzados en el Levante mediterráneo. Los latinos también se denominaban a menudo de forma imprecisa como «francos».